# 実用タイ語検定試験
実用タイ語検定試験（การสอบวัดระดับความสามารถภาษาไทย、ガーンソープワットラダップクワームサーマートパーサータイ、じつようタイごけんていしけん、The Practical Thai Language Proficiency Test）は、特定非営利活動法人日本タイ語検定協会が実施する、日本語話者向けのタイ語の検定試験である。「タイ語検定」または「タイ検」と略される。

## 概要
最下位の5級から最上位の1級まで6つの等級に分けられている。日本語話者を対象に、各級とも挨拶から政治経済用語まで、タイでの生活・ビジネスで頻繁に使う実践的な単語や構文を多く出題し、タイ語の運用能力の測定・評価を行う。2004年より新設された5級では、タイ文字ではなくカタカナと発音記号 (タイ語)で出題と解答を行う。2011年春季より新設された準2級では、日本人がタイで就労する上で職場のタイ人との意思疎通が滞りなく出来、かつタイ現地において社会生活を送るのに必要なタイ語能力の判定を行う。2級と１級は、タイ語通訳者・翻訳者のスキルとして必要な専門用語や常識力を問う問題も出題される。

## 受験級と評価基準
| 受験級 | 評価基準 |
| ------ | --- |
| 5級    | 入門レベルの文法知識と語彙をカタカナ発音表記またはローマ字発音表記で習得し、それらを用いて表現できること。ゆっくりであれば8単語程度までの簡単な文章の聴解と発音ができる。挨拶や自己紹介、意思表示が可能なレベル。（カタカナ発音表記とローマ字発音表記の併記で出題） - 春季・秋季 通年実施 / 一次試験のみ - 解答方式 ： マークシート / 筆記 ： 60分間 / リスニング ： 約10分間                                                   |
| 4級    | 初級レベルの文法知識と語彙をタイ文字で習得し、それらを用いて表現できること。ゆっくりであれば10単語程度までの簡単な文章の聴解と発音ができる。簡単な会話が可能なレベル。 - 春季・秋季 通年実施 / 一次試験のみ - 解答方式 ： マークシート / 筆記 ： 60分間 / リスニング ： 約10分間 |
| 3級    | 日常生活を送るのに必要な中級レベルの文法知識と語彙を習得し、それらを用いて表現できること。短い文章の読解・聴解・記述・口述ができる。日常生活においてタイ人と意思疎通が可能なレベル。 - 春季・秋季 通年実施 / 一次試験のみ - 解答方式 ： マークシート / 筆記 ： 60分間 / リスニング ： 約15分間 |
| 準2級  | 社会生活を送るのに不可欠な中上級レベルの文法知識と語彙を習得し、それらを用いて的確に表現できること。やや長い文章の読解・聴解・記述・口述ができる。一般的な業務や職務においてタイ人との意思疎通が可能なレベル。 - 春季のみ実施 / 一次試験のみ可能 - 解答方式 ： 記述 / 筆記 ： 60分間 / リスニング ： 約20分間 - タイの義務教育小学校3年生以上のレベル。                                                                         |
| 2級    | 社会生活を送るのに必要な上級レベルの文法知識と語彙を習得し、それらを用いて流暢に表現できること。高度な専門用語を含まない新聞記事・論説文・物語の読解、ニュース・アナウンスの聴解ができ、テーマに沿って論述することもできる。一般的なタイ語翻訳やタイ語通訳が可能なレベル。 - 秋季のみ実施 / 一次試験合格者は二次試験あり（対面口述式にて約40分間） - 解答方式 ： 記述 / 筆記（一次） ： 60分間 / リスニング（一次） ： 約20分間 |
| 1級    | 標準的なタイ語を口語、文語ともに不自由なく使いこなし、タイ人と遜色なく自然かつ正確に表現できること。専門的な文献の読解と翻訳、司法行政、政治経済、商談契約に関する通訳ができる。全国通訳案内士の外国語筆記試験合格レベル。 - 秋季のみ実施 / 一次試験合格者は二次試験あり（対面口述式にて約40分間） - 解答方式 ： 記述 / 筆記（一次） ： 60分間 / リスニング（一次） ： 約25分間                                                 |

## 試験内容

### 試験方法
- 一次試験では筆記試験とリスニング試験が行われる。5級、4級、3級の解答はマークシート方式で行い、準2級、2級、1級では記述式となっている。各級とも筆記試験終了後に引き続きリスニング試験が行われる。二次試験は試験官との個別面接方式で行われる。
- 5級、4級、3級、準2級は一次試験のみで合否の判定が行われる。2級と1級は一次試験と二次試験が実施され、一次試験の合格者が二次試験を受験できる。一次試験を通過し、二次試験が不合格の場合、翌年回に限り一次試験が免除される。

### 試験時間
| 級    | 一次試験 | 一次試験       | 二次試験 |
| 級    | 筆記試験 | ヒアリング試験 | 口述試験 |
| ----- | -------- | -------------- | -------- |
| 5級   | 60分     | 約10分         | -        |
| 4級   | 60分     | 約10分         | -        |
| 3級   | 60分     | 約15分         | -        |
| 準2級 | 60分     | 約20分         | -        |
| 2級   | 60分     | 約20分         | 約40分   |
| 1級   | 60分     | 約25分         | 約40分   |

### 合格基準
一次試験、二次試験、各級ともに総合100点満点中70点以上で合格となる。

## 受験資格
年齢、性別、職業、学歴、国籍など一切不問。（小学生以下は保護者の同意が必要）

## 日程と実施回数
毎年、春季（6月2週目頃の日曜日）と秋季（11月1週目頃の日曜日）の年2回。準2級は春季のみ、2級と1級は秋季のみ実施される。

## 試験会場
- 日本国内の受験地が3か所（東京・名古屋・大阪）、海外ではバンコクの1か所、合計4会場となっている。
- 一次試験は4会場全て、二次試験は東京会場とバンコク会場の2会場で実施される。

## 検定料
| 級    | 日本国内で出願する場合 | タイ国内で出願する場合 |
| ----- | ---------------------- | ---------------------- |
| 5級   | 5,300円                | 2,000バーツ            |
| 4級   | 6,300円                | 2,400バーツ            |
| 3級   | 7,300円                | 2,800バーツ            |
| 準2級 | 7,800円                | 3,000バーツ            |
| 2級   | 8,500円                | 3,200バーツ            |
| 1級   | 9,500円                | 3,600バーツ            |